# Cuvati
Cuvati, também grafado como Cubati, é uma vila e comuna angolana que se localiza na província do Cunene, pertencente ao município de Cuvelai.